# Лайм (Нью-Гемпшир)
Лайм (англ. Lyme) — місто (англ. town) в США, в окрузі Ґрафтон штату Нью-Гемпшир. Населення — 1745 осіб (2020).

## Демографія
Згідно з переписом 2010 року, у місті мешкало 1716 осіб у 705 домогосподарствах у складі 503 родин. Було 810 помешкань
Расовий склад населення:
| - 96,9 % — білих - 1,1 % — азіатів - 0,3 % — корінних американців - 0,3 % — чорних або афроамериканців |

До двох чи більше рас належало 1,0 %. Частка іспаномовних становила 2,4 % від усіх жителів.
За віковим діапазоном населення розподілялося таким чином: 22,4 % — особи молодші 18 років, 59,8 % — особи у віці 18—64 років, 17,8 % — особи у віці 65 років та старші. Медіана віку мешканця становила 47,4 року. На 100 осіб жіночої статі у місті припадало 95,4 чоловіків;  на 100 жінок у віці від 18 років та старших — 92,2 чоловіків також старших 18 років.
Середній дохід на одне домашнє господарство  становив 174 158 доларів США (медіана — 108 558), а середній дохід на одну сім'ю — 205 039 доларів (медіана — 134 167). Медіана доходів становила 105 625 доларів для чоловіків та 70 417 доларів для жінок. За межею бідності перебувало 2,5 % осіб, у тому числі 0,0 % дітей у віці до 18 років та 3,0 % осіб у віці 65 років та старших.
Цивільне працевлаштоване населення становило 811 осіб. Основні галузі зайнятості: освіта, охорона здоров'я та соціальна допомога — 48,8 %, науковці, спеціалісти, менеджери — 11,6 %, роздрібна торгівля — 8,5 %.